# Stadiumi Bajram Aliu
Stadiumi Bajram Aliu – stadion piłkarski w Srbicy, w Kosowie. Obiekt może pomieścić 3000 widzów. Swoje spotkania rozgrywają na nim piłkarze klubu KF Drenica Srbica.